# 上特魯姆湖
上特魯姆湖是奧地利的湖泊，由薩爾茨堡州負責管轄，長5公里、寬1.3公里，面積4.9平方公里，集水區面積58平方公里，海拔高度503米，最大水深36米，蓄水量0.8億立方米。

## 外部連結

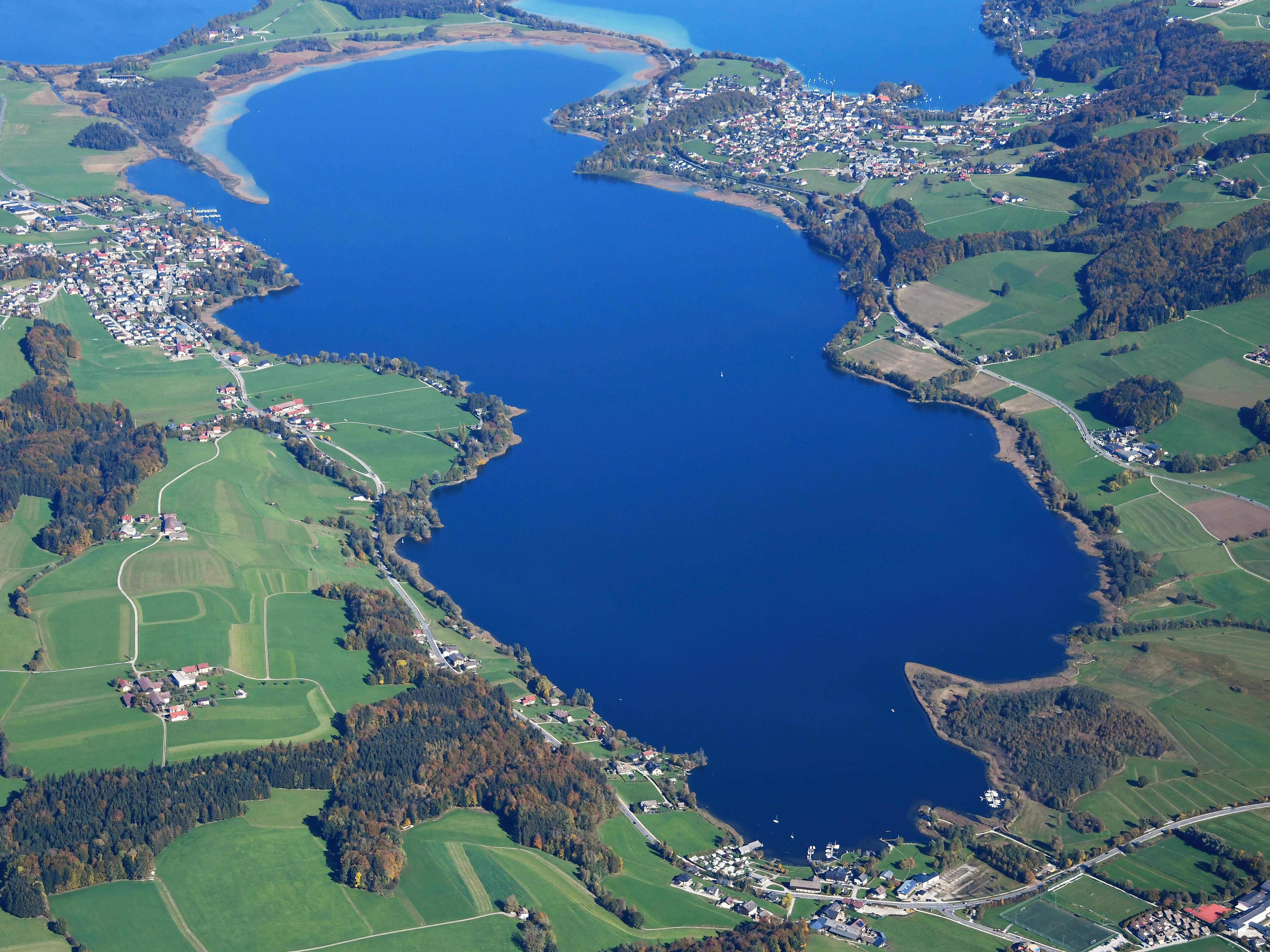

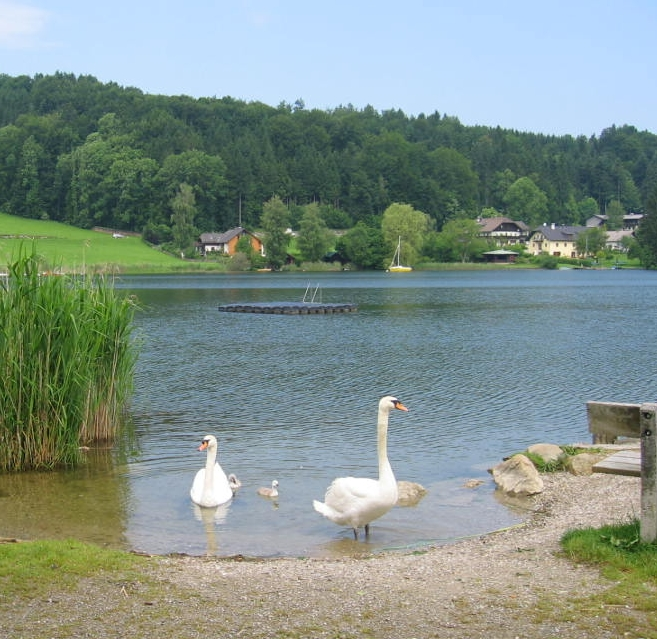

- Der Obertrumer See